# Pepi in njegovo gnezdo
Pepi in njegovo gnezdo pravljica Aleksandre Pinterič, ilustrirali pa so jo učenci 1. razreda OŠ Murska Sobota. Izdana je bila leta 2009 s strani Zavoda Vista v Murski Soboti.
Pripovedovalec je tretjeosebni ali vsevedni. Književni čas in književni prostor nista točno določena, zato sta univerzalna.
Knjiga je prejela posebno priznanje na podelitvi za najboljšo ekološko slikanico.

### Vsebina
Štrk Pepi na poti v domači kraj razmišlja o tem, kako bi naredil gnezdo za svojo štorkljo. Ker mu iskanje primernih vej povzroča dolgočasje, se odloči, da naredi gnezdo iz odpadkov, ki jih išče na divjih odlagališčih. Prime se ga lenoba in vsak dan na svoje gnezdo doda nekaj novega, da lažje uživa v svoji ležernosti, kjub opozorilom ostalih štrkov. V nevihti se zgodi, da gnezdo raznese in takrat štrk Pepi v srcu začuti, da ni ravnal prav. Takrat mu pri gradnji gnezda iz vej pomagajo prijatelji in tako štrk Pepi spozna lepoto medosebnih odnosov.
Štrk Pepi je bil na začetku pravljice zelo samozavesten, odločen, vendar len. Na mnenja svojih prijateljev se ni oziral. Ko pa mu je nevihta nekega dne raznesla gnezdo, mu je bilo žal, da že prej ni poslušal svoje prijatelje. Takrat je spoznal, da ne sme biti več tako svojeglav.